# Fred Blankemeijer
Fredrik Klaas (Fred) Blankemeijer (Rotterdam, 13 augustus 1926 – aldaar, 8 november 2010) was een Nederlands voetballer en voetbalbestuurder. Van 1940 tot zijn dood in 2010 was hij verbonden met de voetbalclub Feyenoord.
Blankemeijer was actief als verdediger bij Feyenoord, waar hij 28 maal voor uitkwam tussen 1949 en 1952. Hij speelde na de invoering van het profvoetbal nog een officiële wedstrijd in Feyenoord 1 dat was de gewonnen bekerwedstrijd tegen ONA in het seizoen 1956/57. Na zijn voetbalcarrière bleef hij actief bij Feyenoord. Zo was hij actief als jeugdtrainer, scout, technisch directeur en senior manager. Door zijn jarenlange betrokkenheid bij Feyenoord groeide hij uit tot een clubicoon.
In 1979 werd Blankenmeijer door de club benoemd tot lid van verdienste en in 2004 kreeg hij een koninklijke onderscheiding en werd hij Ridder in de Orde van Oranje-Nassau. In 2009 nam hij officieel afscheid bij Feyenoord.
Op 8 november 2010 overleed hij aan een longontsteking.

## Feyenoord curriculum vitae
- 1940: Aspirant-lid van R.V. & A.V. Feijenoord
- 1942: Junior-lid
- 1946: Werkend-lid (Senior-lid)
- 1949 – 1953: 28 competitiewedstrijden in eerste elftal Feyenoord
- 1956 – 1973: Lid jeugdcommissie, inclusief voorzitterschap
- 1967 – 1973: Lid transfercommissie
- 1970 – 1976: Bestuurslid Sportclub Feyenoord
- 1973 – 1976: Lid Bestuur Betaald Voetbal
- 1979: Lid van verdienste Sportclub Feyenoord
- 1982 – 1988: Lid Stichtingbestuur (betaald voetbal)
- 1988 – 1996: Veiligheidscoördinator
- 1996: Gouden speld KNVB wegens jarenlange verdienste voor de KNVB
- 1996: Gouden speld Sportclub Feyenoord wegens 50 jaar werkend lidmaatschap
- 1989 – 2010: Senior-manager
- 1991 – 2008: Perschef
- 2004: Ridder in de Orde van Oranje Nassau
- 2009: Afscheid